# 75 Eurydike
75 Eurydike este un asteroid din centura principală, descoperit pe 22 septembrie 1862, de Christian Peters.